# Сао Салвадор до Мундо
Сао Салвадор до Мундо е една от 22-те общини на Кабо Верде. До 2005 г., Сао Салвадор до Мундо е енория на община Санта Катарина на Кабо Верде, но впоследствие става самостоятелна община. Общината е разположена в централната част на остров Сантяго, без излаз на океана. Площта ѝ е само 26,5 км², а населението е 8610 души (по предварителна оценка от юли 2019 г.). Включва само една енория, носеща същото име.